# Luminosità (percezione)

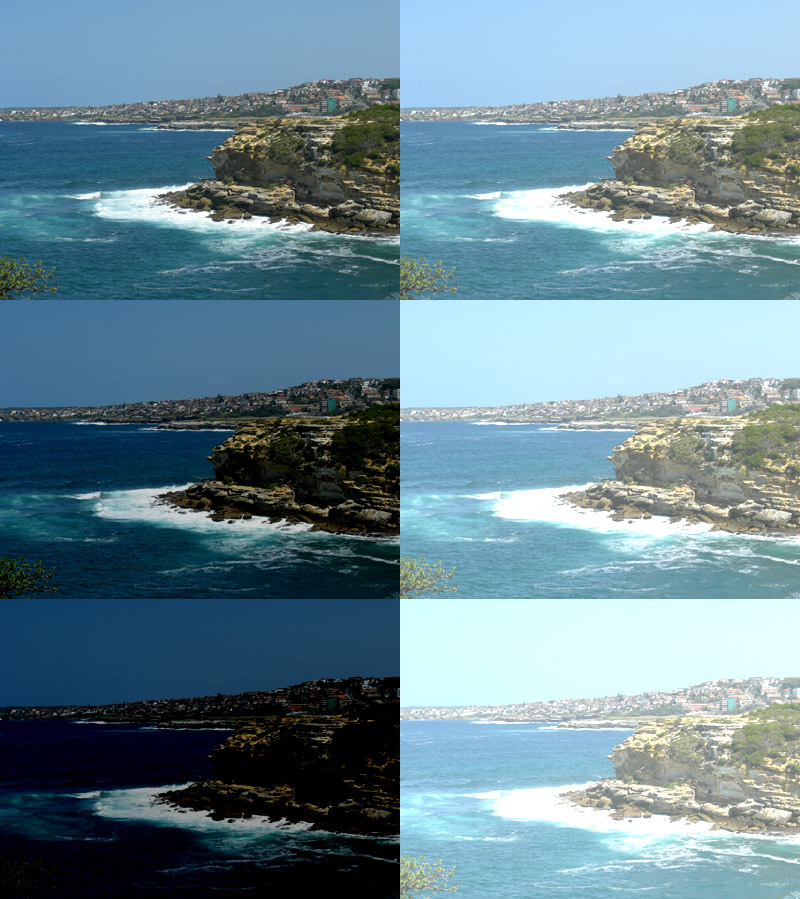
Differenti livelli di luminosità di una fotografia

Il termine luminosità non è un termine della colorimetria né della fotometria, ma del linguaggio comune. Avendo un significato ambiguo, la Commissione internazionale per l'illuminazione ha deciso di non definirlo come vocabolo tecnico/scientifico. Si può però parlare di “luminosità” quando non si vuole (o non è necessario) specificare se ci si riferisce alla luminanza, al fattore di luminanza, alla brillanza o alla chiarezza. Quindi è un termine generico che può significare una qualunque di queste quattro grandezze.

## Descrizione
Qui consideriamo luminosità sinonimo di brillanza (inglese brightness) e in questo senso è la quantità totale di luce che una sorgente luminosa appare emettere o che una superficie appare riflettere. Il concetto di brillanza è correlato a (ma distinto da) quello reso in inglese con lightness, che viene talvolta tradotto in italiano ancora con "luminosità" ma che nel linguaggio tecnico prende il nome di chiarezza.
La luminosità, soprattutto in fotografia, viene interpretata come concetto psicologico correlato alla percezione della luce emessa o riflessa da un oggetto; in altri termini, è il corrispondente percettivo della luminanza. La luminosità si descrive con aggettivi come "fioco", "luminoso", "abbagliante". Si noti che a parità di luminanza, un soggetto può produrre diverse percezioni di luminosità a seconda del contesto (si vedano per esempio l'illusione di White e l'illusione di Wertheimer-Benary).
In modalità di colore RGB, la luminosità può essere definita come media aritmetica μ delle coordinate di R (rosso), G (verde) e B (blu):
{\displaystyle \mu ={R+G+B \over 3}}
La luminosità è una delle coordinate del sistema di rappresentazione dei colori Hue Saturation Brightness o HSB (tonalità-saturazione-luminosità), mentre nell'Hue Saturation Lightness o HSL la terza coordinata è appunto la chiarezza.